# Landgoed Ter Horst
Landgoed Ter Horst is een landgoed bij Wassenaar en maakt deel uit van Landgoed de Horsten. De eerste bebouwing betrof een soort kasteel waarvan weleens verondersteld is dat het gebouwd zou zijn door Philips van Wassenaar rond 1200. In 1393 is dit complex verwoest, daarna herbouwd en in 1420 nogmaals verwoest. Hierna volgde een eenvoudige herbouw. Rond 1635 is het gebouw door Reinier Pauw (1591–1676) verbouwd tot een groots buitenhuis in Hollandse renaissancestijl, omringd door een geometrisch aangelegd park. Latere eigenaars breidden de parkaanleg uit. Frederik Sluysken bouwde in 1701 het koetshuis en Iman Cau voegde in 1767 de oranjerie toe. De erfgenamen Cau verkochten het complex in 1838 aan Frederik prins der Nederlanden. Prins Frederik liet het oude gebouw tussen 1863 en 1876 herbouwen als neogotisch jachthuis, naar ontwerp van J.W.F. Mouton. Na meer dan tien jaar leegstand werd Huis Ter Horst medio 2019 verkocht.

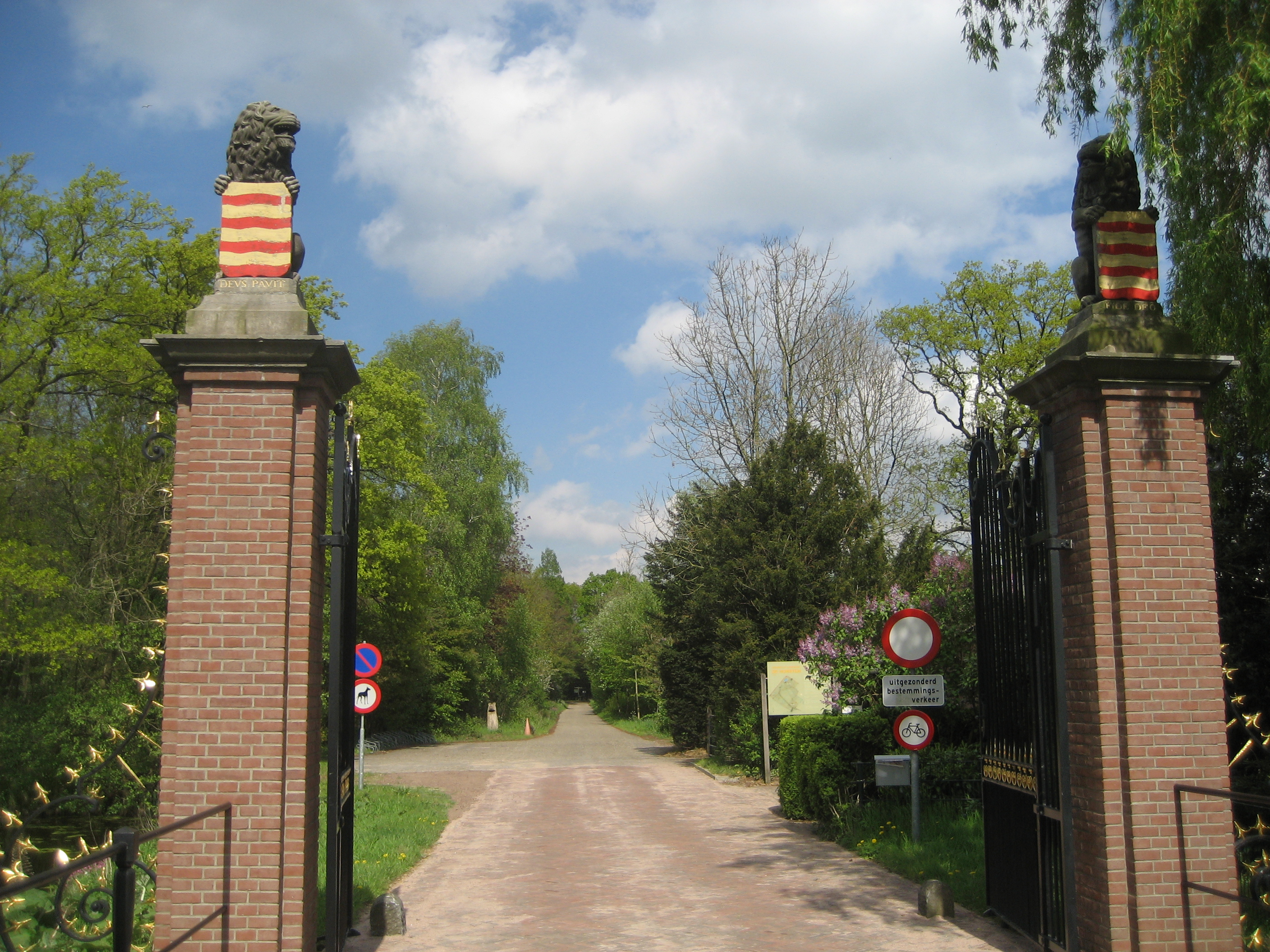
Toegangshek
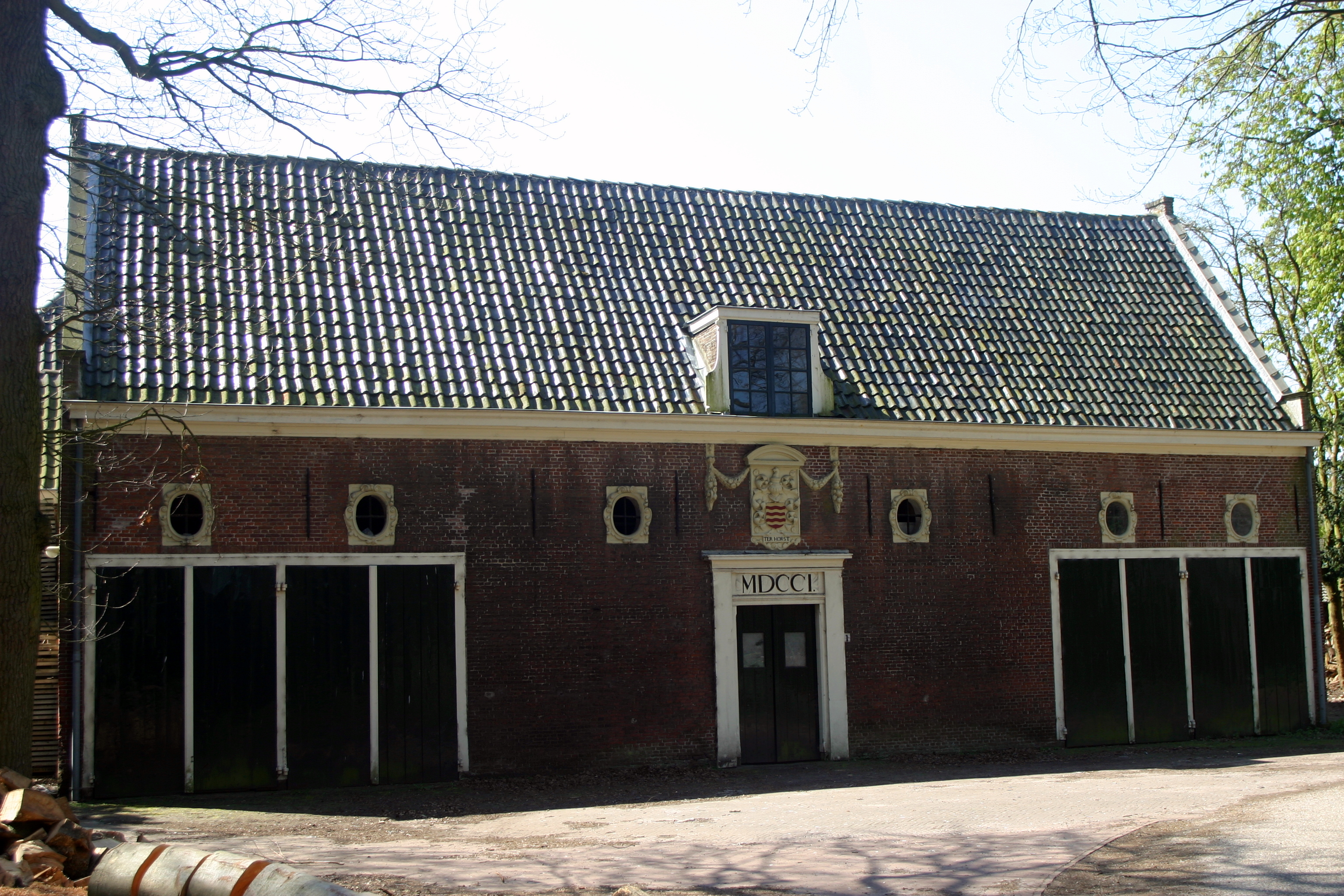
Koetshuis
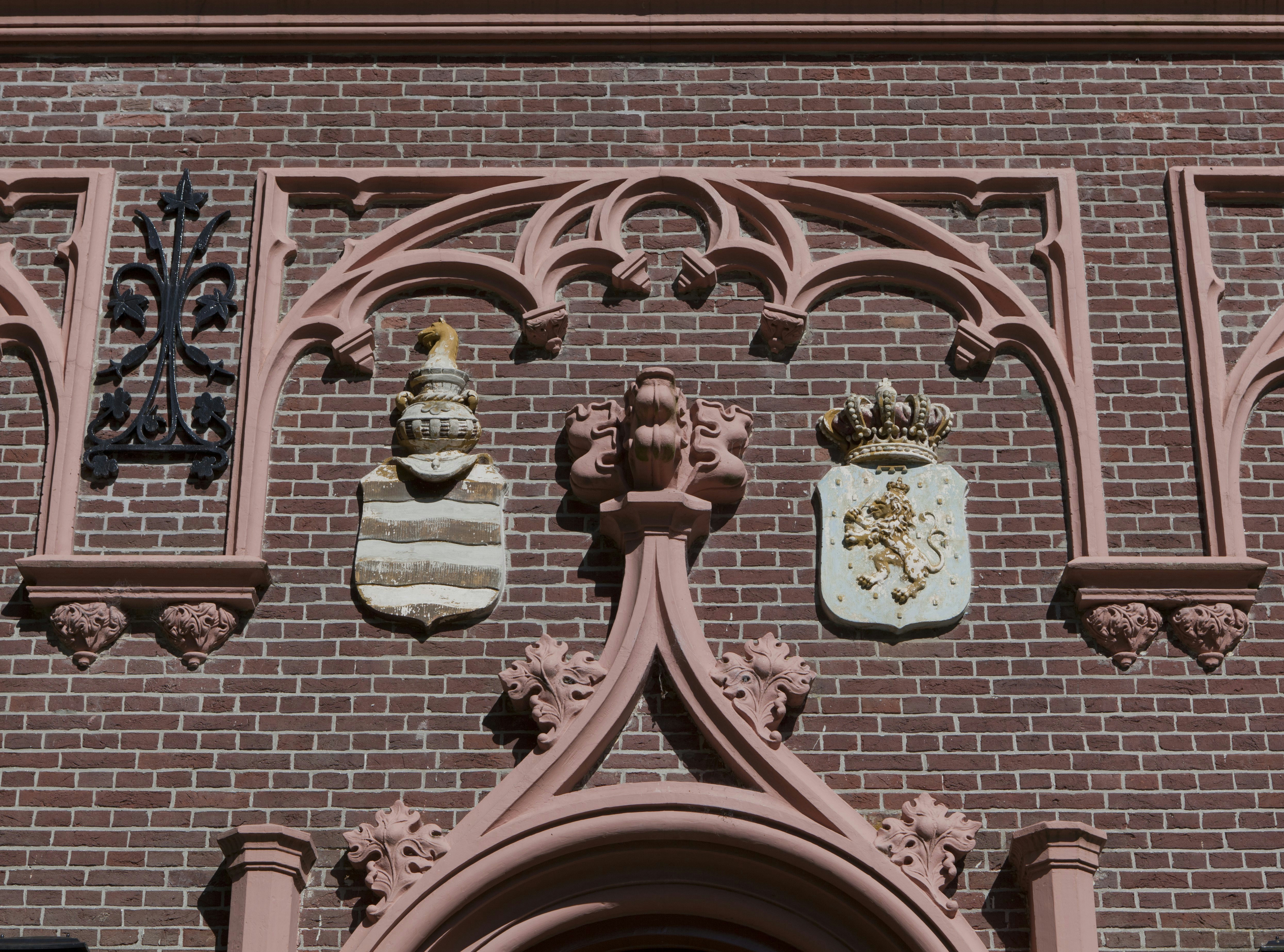
Detail jachthuis
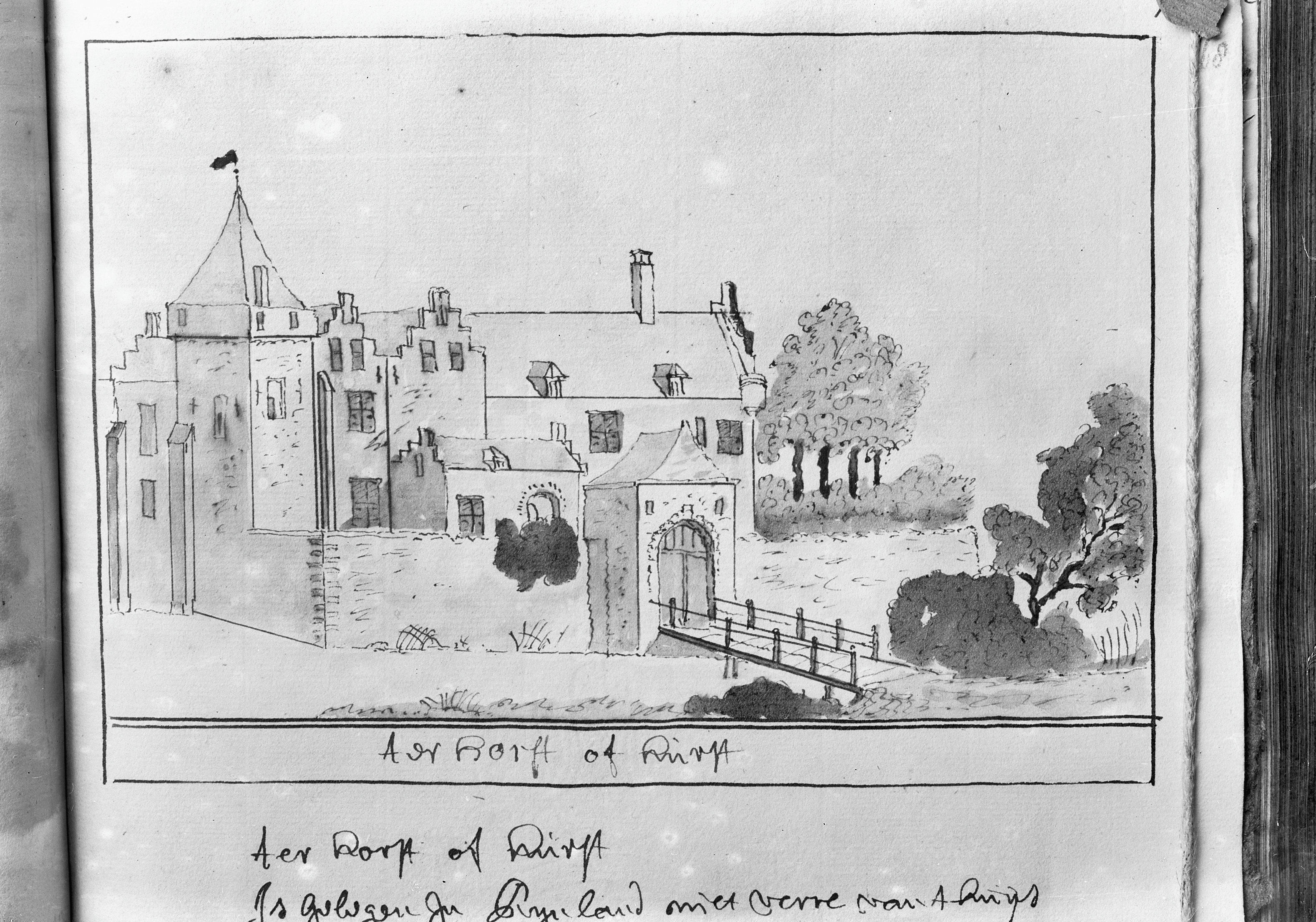
Oude Kasteel Ter Horst (tekening Andries Schoemaker, ca. 1725)

## Publicatie
- Rapport Marc Veliscek (Hogeschool Utrecht) voor Gemeente Voorschoten (2011)